# مزایای شغلی
مزایای شغلی یا مزایای استخدامی به مجموعه‌ای از امکانات و سرویس‌های غیر پولی که کارفرماها در کنار حقوق پرداختی به کارکنان خود اعطا می‌کنند گفته می‌شود؛ گرچه گاهی برخی شرکت‌ها، مزایای شغلی کارمندان را نیز در قالب پرداخت‌های اضافی، برآورده می‌کنند. هدف از اعطای مزایای شغلی، بالا بردن امنیت اقتصادی کارکنان و در نتیجه افزایش رضایتمندی شغلی است که به بهبود راندمان کاری آن‌ها منتج می‌شود.
امروزه در بسیاری از کشورها، بیمه خدمات درمانی یکی از اصلی‌ترین مزایای شغلی محسوب می‌شود. اقسام دیگری از مزایای شغلی عبارتند از مرخصی استعلاجی، مرخصی تشویقی، بن‌کارت‌های خرید، خودرو خدمت و وام.